# 超人ポープマン
『超人ポープマン』（西：El Increíble Homopater）は、ロドルフォ・レオン・サンチェスによるコロンビアの漫画である。

## 概要
ローマ教皇ヨハネ・パウロ2世が、スーパーヒーローとして転生し、さまざまなスーパーパワーを駆使してサタンと暗黒の軍団と戦うという内容。
この漫画は国際的な報道関係者を広く刺激した。現在のところコロンビアとポーランドでしか刊行が予定されていないにもかかわらず、メキシコ、カナダ、および米国ではこの本への関心が高まっている。第一巻では、超人の能力を手に入れて転生したヨハネ・パウロ2世が、他の有名なスーパーヒーロー（バットマンやスーパーマン）から能力の使い方を教わるところが描かれている。
作者は、物故した教皇が超人ヒーローに転生するということで、感情を害する人がいるかもしれないと心配したそうだが、この本に対しては好意的な反応が返ってきているとのことである。